# Vibrante múltipla epiglotal surda
A vibrante múltipla epiglotal ou faríngea ou fricativa epiglótica surda, é um tipo de som consonantal, usado em algumas línguas faladas. O símbolo no Alfabeto Fonético Internacional que representa este som é ⟨ʜ⟩, e o símbolo X-SAMPA equivalente é H\.
O glifo é homoglífico com a letra cirílica minúscula En(н).

## Características
- Sua forma de articulação é o trinado, o que significa que é produzida pelo direcionamento do ar sobre um articulador para que vibre.[2]
- Seu local de articulação é epiglótico, o que significa que está articulado com as pregas ariepiglóticas contra a epiglote.[1]
- Sua fonação é surda, o que significa que é produzida sem vibrações das cordas vocais. Em alguns idiomas, as cordas vocais estão ativamente separadas, por isso é sempre sem voz; em outras, as cordas são frouxas, de modo que pode assumir a abertura de sons adjacentes.[1]
- É uma consoante oral, o que significa que o ar só pode escapar pela boca.[2]
- É uma consoante central, o que significa que é produzida direcionando o fluxo de ar ao longo do centro da língua, em vez de para os lados.[2]
- O mecanismo da corrente de ar é pulmonar, o que significa que é articulado empurrando o ar apenas com os pulmões e o diafragma, como na maioria dos sons.[1][2]

## Ocorrência
| Língua  | Língua    | Palavra | AFI     | Significado   | Notas                                  |
| ------- | --------- | ------- | ------- | ------------- | -------------------------------------- |
| Agul    | Agul      | мехӏ    | [mɛʜ]   | Soro de leite |                                        |
| Árabe   | Iraquiano | حَي      | [ʜaj]   | Vivo          | Corresponde A /ħ/ (ح) no árabe padrão. |
| Chechen | Chechen   | хьо     | [ʜʷɔ]   | Você          |                                        |
| Dahalo  | Dahalo    |         | [ʜaːɗo] | Flecha        |                                        |
| Haida   | Haida     | x̱ants   | [ʜʌnts] | Sombra        |                                        |